# Skagens hamn

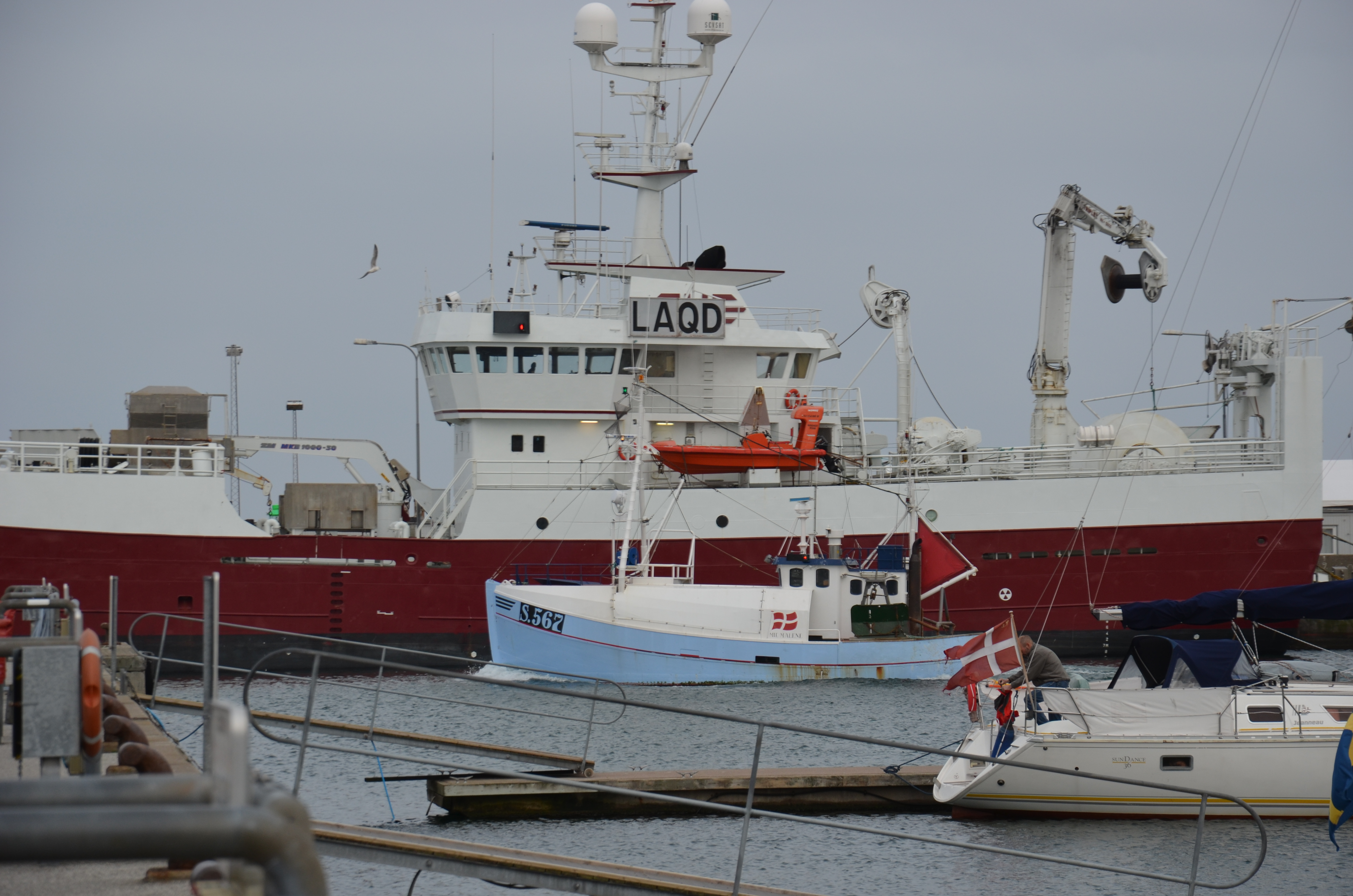
Tjänstefartyg, fiskekutter och privatsegelbåt i Skagens hamn

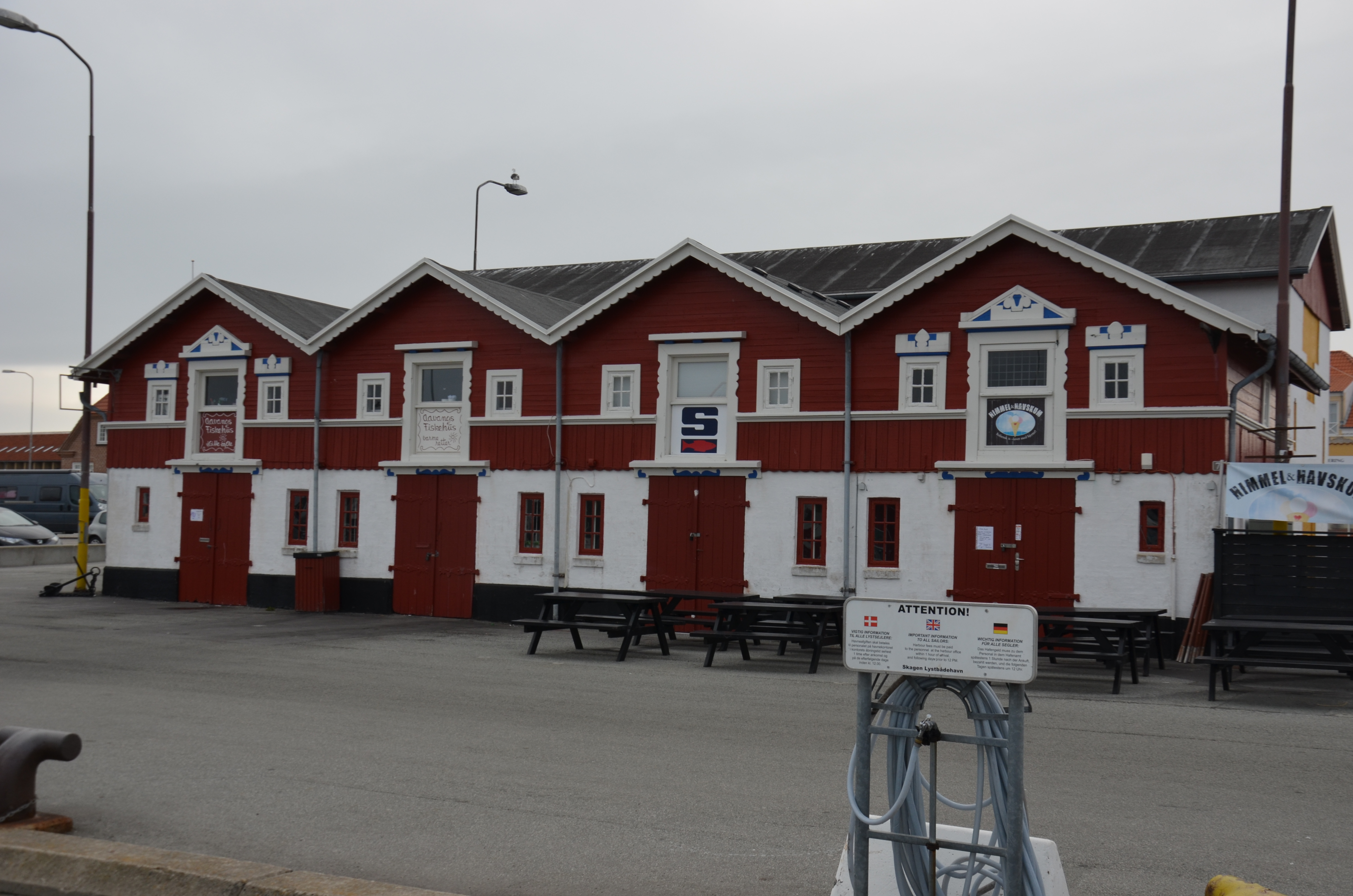
Pakhus från 1905-07, ritade av Thorvald Bindesbøll

Skagens hamn är hamnen i Skagen, längst norrut på Jylland i Danmark.
Skagen har varit en fiskeort sedan medeltiden, men först 1903-07 byggdes den första hamnen för att tillåta fiske med kuttrar. Hamnen ledde till en kraftig expansion av stadens fiskeindustri, särskilt under första världskriget. En fiskeauktion inrättades 1924.
Hamnen har utvidgats vid flera tillfällen, senast 2007. År 1957 utökades hamnen västerut för att ge plats åt uppemot de 500 fiskebåtar, som då var registrerade i Skagen. Senare utvidgades hamnen också åt öster, vilket inskränkte på en populär badstrand.